# Abbott Laboratories
Abbott Laboratories är ett amerikanskt multinationellt läkemedelsbolag med säte i North Chicago, Illinois. Företaget har ungefär 75 000 anställda. 

## Produkter
- Klacid (klaritromycin), antibiotika
- Gopten/Mavik (trandolapril), ACE-hämmare
- Humira (adalimumab), immunsuppressivt
- Isoptin (verapamil), medel mot hypertoni
- Kaletra (lopinavir/ritonavir), kombinationsmedel mot HIV
- Norvir (ritonavir), medel mot HIV